# Anna Höglund
Anna Höglund (ur. 14 maja 1958 w Sztokholmie) – szwedzka ilustratorka i autorka książek.
W Polsce jej książki publikuje Wydawnictwo Zakamarki.

## Książki autorskie
| L.p. | Tytuł polski                            | Tytuł oryginalny                      | Tłumaczenie       | Rok pierwszego wydania w Szwecji | Rok pierwszego wydania w Polsce |
| ---- | --------------------------------------- | ------------------------------------- | ----------------- | -------------------------------- | ------------------------------- |
| 1    | Misia i Kostek                          | Mina och Kåge                         | Katarzyna Skalska | 1995                             | 2019                            |
| 2    | O tym można rozmawiać tylko z królikami | Om detta talar man endast med kaniner | Katarzyna Skalska | 2013                             | 2018                            |

## Książki z ilustracjami Anny Höglund
| L.p. | Tytuł polski                | Tytuł oryginalny          | Autor     | Tłumaczenie       | Rok pierwszego wydania w Szwecji | Rok pierwszego wydania w Polsce |
| ---- | --------------------------- | ------------------------- | --------- | ----------------- | -------------------------------- | ------------------------------- |
| 1    | Czy umiesz gwizdać, Joanno? | Kan du vissla Johanna     | Ulf Stark | Katarzyna Skalska | 1992                             | 2008                            |
| 2    | Chłopiec, dziewczynka i mur | Pojken, flickan och muren | Ulf Stark | Katarzyna Skalska | 2011                             | 2019                            |
| 3    | Wszyscy pytają dlaczego     | Alla frågar sig varför    | Eva Susso | Agnieszka Stróżyk | 2017                             | 2022                            |